# Patent
Una patent és un conjunt de drets exclusius garantits per un govern o autoritat a l'inventor d'un nou producte (material o no material) susceptible de ser explotat industrialment per al bé del sol·licitant de tal invenció, com a representant, durant un espai limitat de temps, generalment vint anys, des de la data de presentació de la sol·licitud. Per mantenir-la en vigor cal pagar taxes anuals a partir de la seva concessió.
La patent es posa a disposició del públic per a coneixement general, ja que el dret atorgat per una patent no és tant el de la fabricació, l'oferiment en el mercat i la utilització de l'objecte de la patent, que sempre té i pot exercir el titular, sinó el dret d'excloure a altres de la fabricació, utilització o introducció del producte o procediment patentat en el comerç.
La patent pot fer-se a un procediment nou, un aparell nou, un producte nou o un perfeccionament o millora d'aquests. Quan aquest dret és concedit a una millora important en una cosa ja inventada, s'anomena model d'utilitat, que té la mateixa exclusivitat que la patent. Per exemple: un nou tipus de martell.
La patent, conjuntament amb el model d'utilitat, representa la modalitat de propietat intel·lectual per la qual s'organitza la protecció jurídica de les invencions. La patent representa un dret subjectiu de naturalesa patrimonial que s'atribueix a una invenció mitjançant la superació d'un procés administratiu amb complexitat diversa segons els casos, amb un conjunt d'aspectes formals, institucionals de protecció.

## Titular
El titular d'una patent té el dret de decidir qui pot utilitzar la invenció patentada durant el període en el qual està protegida la invenció i pot donar el seu permís, o llicència, a tercers per utilitzar la invenció d'acord amb termes establerts en comú acord. El titular pot així mateix vendre el dret de la invenció a un tercer, que es convertirà en el nou titular de la patent. Quan la patent expira, expira també la protecció i la invenció passa a pertànyer al domini públic, és a dir, el titular deixa de tenir drets exclusius sobre la invenció, que passa a estar disponible per a l'explotació comercial per part de tercers.
Tots els titulars de les patents han de publicar informació sobre la seva invenció a canvi de protecció d'aquesta, amb la finalitat d'enriquir el cos total de coneixement tècnic del món. Aquest creixent volum de coneixement públic promou una major creativitat i innovació en altres persones. Així doncs, les patents proporcionen no només protecció per al titular sinó també informació i inspiració valuosa per a investigadors i inventors.

## Requisits d'una patent
Una invenció ha de satisfer les següents condicions per a ser protegida per una patent: ha de tenir un ús pràctic i a la vegada ha de presentar algun tipus d'innovació, és a dir alguna característica nova. La invenció ha de presentar un pas inventiu que no podria ser deduït per una persona amb un coneixement mitjà de l'àmbit tècnic. Finalment, la seva matèria ha de ser acceptada com a patentable de conformitat de dret.
En nombrosos països, les teories científiques, els mètodes matemàtics, les obtencions vegetals o animals, els descobriments de substàncies naturals, els mètodes comercials o mètodes per al tractament mèdic (en oposició als productes mèdics) en general, no són patentables.
Per fer vàlida una patent o model d'utilitat, cal registrar-la, i per a registrar una patent, cal que tingui aplicabilitat industrial, és a dir, que es pugui fabricar o utilitzar en qualsevol tipus d'indústria, inclosa l'agrícola, i demostrar activitat inventiva, es considera que una invenció implica activitat inventiva si no resulta evident per a un expert en la matèria a partir de l'estat actual de la tècnica.

## Què no es pot patentar?
Com a premissa general, es pot dir que no es poden patentar les idees, sinó les seves aplicacions pràctiques concretes. La llei de patents també especifica algunes coses que no es poden patentar:
- a) els descobriments, les teories científiques i els mètodes matemàtics.
- b) les obres literàries o artístiques o qualsevol altra creació estètica, així com les obres científiques.
- c) els plans, regles i mètodes per a l'exercici d'activitats intel·lectuals, per a jocs o per a activitats econòmico-comercials, així com els programes d'ordinador.
- d) les formes de presentar la informació.
- e) els mètodes de tractament quirúrgic, terapèutic o de diagnòstic del cos humà o animal. Ara bé, sí que són patentables els productes, especialment les substàncies o composicions i les invencions d'aparells o instruments per a la posada en pràctica d'aquests mètodes.
- f) les invencions, la posada en pràctica o l'explotació de les quals sigui contrària a l'ordre públic o als bons costums.
- g) les varietats vegetals que es protegeixen per la Llei 3/2000, del 7 de gener de 2000, de Règim Jurídic de la protecció de les obtencions vegetals.
- h) les races animals.
- i) els procediments essencialment biològics d'obtenció de vegetals o d'animals.

El que s'especifica en els apartats g), h) i i), no serà aplicable als procediments microbiològics i als productes obtinguts per aquests procediments. Si en la invenció hi intervé un microorganisme, abans de la sol·licitud caldrà fer el dipòsit d'aquest microorganisme en una institució autoritzada. El juny de 1992, la Col·lecció Espanyola de Cultius Tipus (CECT) de la Universitat de València va obtenir el reconeixement com a autoritat internacional de dipòsit de microorganismes per a finalitats de patents segons el Tractat de Budapest (reconegut per la IDA, de l’anglès International Depositary Authorities). La CECT és l’única autoritat internacional de dipòsit de bacteris, arqueus, fongs filamentosos i llevats per a finalitats de patents que hi ha a Espanya.
Segons diversos interessos les legislacions relatives a les patents poden establir certes restriccions en el contingut del dret de la patent, per tant, s'autoritzen certs actes, tot i estan compresos en el catàleg legal d'explotació reservat al titular de la patent. Les excepcions al dret de patents beneficien als actes realitzats en àmbit privat i sense finalitats comercials, ús experimental, preparació de medicaments a l'oficina farmacèutica, com fórmules magistrals, a la circulació en mitjans de locomoció, entre d'altres. L'excepció d'ús experimental es justifica per evitar que la mateixa patent suposi un mecanisme que pugui frenar els avanços tècnics.

## La patent a Europa
A la Unió Europea, la protecció mitjançant la patent es realitza a través de dos sistemes, on cap dels dos es basa en un instrument jurídic comunitari: els sistemes nacionals i el sistema europeu de patents. La primera que va veure la llum va ser la patent nacional. Cal remarcar que, en els estats membres de la Comunitat Europea, la patent nacional ha estat harmonitzada de facto a partir de l'adhesió progressiva de tots els estats membres al Conveni de Múnic sobre la patent europea.
El sistema europeu de patents es basa en dos tractats internacionals, el Conveni de Múnic sobre la Patent Europea de 1973 (CPE) i el Conveni de Luxemburg de 1975 sobre la patent comunitària (CPC), que en l'actualitat forma part integrant de l'Acord en matèria de patents comunitàries, firmat el 1989 (APC 1984).
El CPE no crea un dret uniforme de protecció, sinó que permet obtenir una protecció en tants Estats que formen part del Conveni com desitgi el sol·licitant. Aquest sistema es caracteritza per una gran flexibilitat, encara que presenta alguns inconvenients per la seva complexitat i cost. A més, no preveu l'existència d'un tribunal competent a nivell europeu per a solucionar els litigis en matèria de patents, la qual cosa presenta el risc que els tribunals competents en els Estats membres dictin resolucions diferents.
Nascut el CPC, la patent comunitària té per objectiu reunir el conjunt de drets de protecció resultants de l'expedició d'una patent europea en un sol dret unitari i autònom pel conjunt de la Comunitat dels Dotze, regulat exclusivament per les disposicions de l'Acord en matèria de Patents Comunitàries, firmat el 1989. Aquest conveni encara no ha entrat en vigor pel retard en la ratificació pels dotze Estats membres que el van firmar.
Encara que diferents, els objectius del CPE i de l'APC són complementaris. El CPE pretén racionalitzar l'expedició de les patents mitjançant l'establiment d'un procediment centralitzat, gestionat per l'Oficina Europea de Patents (OEP) de Múnic. D'aquesta manera, el Conveni està obert a la incorporació de tot Estat Europeu, prèvia invitació del Consell d'Administració de l'Organització Europea de Patents per alguns Estats. L'APC pretén assolir els objectius del mercat únic, especialment pel que es refereix a la igualtat de condicions de competència i a la lliure circulació de mercaderies.

### La patent comunitària
El Conveni de Múnic va aportar avantatges importants amb relació a la situació que hi havia abans que entrés en vigor. Entre altres coses, va instaurar un procediment centralitzat d'expedició basat en un dret uniforme, que es duu a terme en una única llengua de procediment, una reducció dels costs de protecció si es tractava d'aconseguir la patent per diversos Estats membres de la Unió Europea, un dret de protecció d'alta qualitat i una harmonització de les normatives nacionals sobre patents en allò relatiu a les disposicions que regulen la patentabilitat, la validesa i l'abast de la protecció.
Tanmateix, al no estar completat mitjançant la patent comunitària unitària, aquest sistema presenta també limitacions. Si estigués en vigor la patent comunitària, es caracteritzaria bàsicament per conferir una patent de caràcter unitari, que produiria els mateixos efectes en tot el territori de la Comunitat i que només podria ser concedida, transferida, anul·lada o extinta per al conjunt de la Comunitat. Com més Estats membres tingui la Comunitat, major serà la cobertura geogràfica de la protecció que s'obtingui a partir de la patent.

### La patent europea
A Europa s'ha de constatar que el sistema de patents ha guanyat en complexitat amb la coexistència de la patent nacional, la patent europea i la patent comunitària.
La patent europea va néixer a conseqüència de la subscripció del Conveni sobre la Patent Europea, firmat a Múnic el 5 d'octubre de 1973. El Conveni estableix un procediment únic d'expedició de patents que, un cop expedides, queden sotmeses a les normes nacionals dels Estats contractants designats en la sol·licitud. En l'actualitat, divuit països formen part de l'Organització Europea de Patents.

### A Catalunya
El 2020 a Catalunya es van presentar 559 sol·licituds de patent, un 31,2 % del total d'Espanya. El 2023 es van emetre un total de 731 sol·licituds, un 34,6% sobre el total de l'estat. Per sectors més dinàmics van destacar el farmacèutic (75 sol·licituds), tecnològic pel sector sanitari (59), químic (54) i biotecnològic (54). Altres sectors vinculats amb l'automoció també van presentar un nombre elevat de sol·licituds: motors, les bateries i les turbines (41 sol·licituds), la maquinària (40), l'energia (39) o el transport (27). Les institucions més actives van ser la Universitat de Barcelona, la Fundació Eurecat i la Universitat Politècnica de Catalunya, amb una quinzena cadascuna.

### Fonaments econòmics de les patents
Una de les finalitats del sistema de patents és fomentar el progrés tècnic i la invenció, oferint un termini temporal d'exclusivitat a canvi de la seva divulgació. Amb la difusió de la informació sobre invencions protegides s'evita duplicació d'esforços en recerca i desenvolupament i dirigir les investigacions a noves àrees. Els drets de patent són títols jurídics i poden ser objecte de negociació, i també faciliten el desenvolupament dels mercats tecnològics, millorant l'assignació de recursos. Amb l'assignació de llicències es poden posar en pràctica les patents, facilitant l'intercanvi de tecnologies per nous desenvolupaments. Els coneixements derivats de la inversió en innovació i investigació constitueixen un autèntic actiu intangible que posiciona les empreses davant dels seus competidors i el valor de les quals convé protegir. En l'àmbit empresarial, el fet que el procés de registre de les patents sigui llarg, complex i car, afegit a la limitació temporal de la seva protecció, fa que s'opti per altres alternatives de defensa. El coneixement no és un bé públic perfecte i hi ha d'altres mètodes diferents de les patents, de vegades complementaris, per protegir la rendibilitat d'una invenció, com el secret. El secret empresarial qualsevol informació o coneixement, inclòs el tecnològic, científic, industrial, comercial, organitzatiu o financer, que tingui valor econòmic, a més de l'intel·lectual o científic, està regulat per la Llei 1/2019 (LSE, relativa a secrets empresarials), transposició de la Directiva 2016/943 del Parlament Europeu i del Consell de 8 de juny del 2016.